# Defiance (2008)
Defiance is een oorlogsfilm uit 2008 geregisseerd door Edward Zwick. Het verhaal speelt zich af in de oostelijke delen van nazi-Duitsland-bezet Polen (tegenwoordig in het westen van Wit-Rusland) tijdens de Tweede Wereldoorlog, de film is gebaseerd op Nechama Tecs Defiance: The Bielski Partisans, dat weer gebaseerd is op het ware verhaal van de Bielski-partizanen. Tecs boek beschreef hoe Poolse Joden samenkwamen voor bescherming en om weerstand te bieden aan de Duitse bezetting van hun vaderland.
Defiance heeft in de hoofdrollen Daniel Craig, Liev Schreiber, Jamie Bell en George MacKay als vier joodse broers uit Polen die ontsnapt zijn aan oorlogsmisdaden uit de Tweede Wereldoorlog en terug vochten om andere joden het leven te redden. De productie is begin september 2007 begonnen. De film is beperkt uitgekomen in de Verenigde Staten op 31 december 2008 en kwam wereldwijd uit op 16 januari 2009 (in Nederland op 19 maart 2009).

## Verhaal
De film begint met de tekst: "A true story" (vertaling: een waar gebeurd verhaal). Het is augustus 1941 en nazitroepen vegen Oost-Europa schoon, met Joden als doel. Onder de overlevenden die niet vermoord of in getto's gestopt worden, zijn de gebroeders Bielski: Tuvia (Daniel Craig), Alexander Zisel bijgenaamd Zus (Liev Schreiber), Asael (Jamie Bell), Aron (George MacKay). Hun ouders zijn dood, afgeslacht door de lokale politie op bevel van de nazi's. De broers vluchten het bos in, gezworen om hun ouders te wreken.
Ze komen andere Joodse vluchtelingen tegen die zich in het bos verstoppen. De broers nemen ze in bescherming en nemen het leiderschap op zich. Het jaar daarop verzamelen ze een groeiend aantal vluchtelingen, en beroven lokale boerderijen voor eten en bevoorrading. Ze verplaatsen hun kamp elke keer als ze door de Duitsers ontdekt zijn. Tuvia doodt de lokale politiechef die verantwoordelijk is voor de dood van zijn ouders en de broers voeren aanvallen uit op de Duitsers en de collaborateurs, echter Joodse slachtoffers laten Tuvia deze aanpak heroverwegen vanwege het resulterende risico voor de schuilende Joden. Een langdurige rivaliteit tussen de twee oudste broers, Tuvia en Zus, veroorzaakt een meningsverschil tussen hen over hun toekomst: wanneer de winter nadert kiest Zus ervoor om zijn broers en het kamp te verlaten en zich bij een lokale compagnie van Sovjetpartizanen te voegen, terwijl zijn oudere broer Tuvia als leider bij het kamp blijft. Er wordt een deal tussen de twee groepen gesloten waarin de Sovjetpartizanen akkoord gaan om het Joodse kamp te beschermen in ruil voor bevoorrading.
Na een winter vol ziekte, honger, en constant schuilen, komt het kamp te weten dat de Duitsers op het punt staan om hen in grote aantallen aan te vallen. De partizanen weigeren om hen te helpen en ze evacueren het kamp wanneer Duitse bommenwerpers toeslaan. Een paar Joden, geleid door Asael, blijven achter om de Duitse infanterie te vertragen. De verdediging houdt het niet lang vol en alleen Asael en een andere overlevende voegen zich weer bij de rest van de groep, die aan de rand van het bos worden geconfronteerd door een ogenschijnlijk ondoordringbaar moeras. Ze doorkruisen het moeras maar worden onmiddellijk aangevallen door Duitse infanterie, ondersteund door een tank. Als alles verloren lijkt worden de Duitsers van achteren aangevallen door een groep partizaanse troepen geleid door Zus, die afgesplitst zijn van de Sovjetpartizanen vanwege antisemitisme onder de Sovjetpartizanen. Wanneer de overlevenden het bos weer invluchten, eindigt de film met tekst waarin staat dat ze nog twee jaar daarna in het bos leefden, en hun aantal uiteindelijk groeide tot 1200 Joden. Originele foto's van de echte personen worden getoond, waaronder Tuvia Bielski in zijn Poolse legeruniform. Ook worden hun uiteindelijke levenslopen verteld: dat Asael 6 maanden later gestorven was in het Russische leger. Tuvia, Zus en Aron overleefden echter de oorlog en emigreerden naar New York. Al met al hebben ze de levens gered van tienduizenden nakomelingen van de Joodse vluchtelingen.

## Rolverdeling
- Daniel Craig als Tuvia Bielski
- Liev Schreiber als Zus Bielski
- Jamie Bell als Asael Bielski
- George MacKay als Aron Bielski
- Alexa Davalos als Lilka Ticktin, een Poolse vluchteling en Tuvia's geliefde
- Mia Wasikowska als Chaya Dziencielsky, Asaels geliefde
- Iben Hjejle als Bella, Zus' geliefde
- Tomas Arana als Ben Zion Gulkowitz, een verzetsleider
- Allan Corduner als Shamon Haretz
- Mark Feuerstein als Isaac Malbin
- Janina Matiekonyte als Sofiya
- Kristina Skokova als Aneela
- Jodhi May als Tamara Skidelski
- Kate Fahy als Riva Reich
- Ravil Isyanov als Victor Panchenko, Russisch partizanen commandant

## Prijzen en nominaties
Op 22 januari 2009 was de film genomineerd voor een Academy Award in de categorie Best Original Score (Beste Muziek). De film was ook genomineerd voor de Golden Globe Award for Best Original Score in 2008 maar heeft deze niet gewonnen.